# Karl Wilhelm Augustin
Karl Wilhelm Augustin (* 23. Februar 1845 in Segeberg; † 7. April 1932 in Hamburg) war ein deutscher Gymnasiallehrer und Entomologe.

## Leben

### Lehrer
Karl Wilhelm Augustin war ein Sohn von Caspar Hinrich Augustin (* 19. Mai 1817 in Böbs; † 18. September 1881 in Högsdorf) und dessen Ehefrau Amalie Dorothea Henriette, geborene Westphal. Der Vater, der seit 1850 als Lehrer in Högsdorf unterrichtete, präparierte neben der Lehrtätigkeit Vögel und Säugetiere. Außerdem sammelte er mehr als 4000 verschiedene Käferarten. Es handelte sich seinerzeit um eine der wichtigsten zoologischen Sammlungen Schleswig-Holsteins. Außerdem schrieb er den „Wegweiser für angehende Käfersammler“, der in der Lehrmittelanstalt Christian Vetter vormals Ludwig Hestermann in Hamburg erschien.
Augustin besuchte von 1859 bis 1866 das Gymnasium in Eutin und studierte anschließend an der Universität Kiel Klassische Philologie und Geschichte. Vor Studienende wurde er als Vizefeldwebel zum Deutsch-Französischen Krieg eingezogen. Dabei kämpfte er in der Schlacht bei Gravelotte, bei der Belagerung von Metz, der Schlacht von Orléans und der Schlacht bei Le Mans. Nahe Le Mans erlitt er bei der Erstürmung einer französischen Geschützstellung Verletzungen. 1899 bekam er den Titel eines Leutnants der Reserve verliehen.
1872 beendete Augustin das Studium mit der Promotion zum Dr. phil. (Dissertation „De participii apud Plautum et Terentium usu“) und absolvierte danach eine einjährige Probezeit an der Realschule in Neumünster. Am 31. Dezember 1872 heiratete er dort Wilhelmine Catharina Charlotte (* 1. Juli 1841 in Kiel; † im September 1919 vermutlich in Hamburg). Das Ehepaar bekam eine Tochter und drei Söhne.
Ostern 1874 übernahm Augustin den Posten des Rektors der zweigliedrigen höheren Stadtschule in Lünen und wechselte Ostern 1882 an das Wilhelm-Gymnasium in Hamburg. Hier unterrichtete er Naturgeschichte, Geographie, Latein und Religion. Ostern 1887 wurde er zum Oberlehrer befördert. Wegen finanzieller Probleme bei der Erziehung seiner Kinder und wiederkehrender Badekuren aufgrund seiner Kriegsverletzung vertrat er Fräulein Nemitz und Frau Fromm im Naturkundeunterricht der Schule für höhere Töchter. Hinzu kamen mitunter Privatunterricht und Schüler, die bei ihm zur Pension wohnten.
Augustins Schüler lobten insbesondere seinen Biologieunterricht, der sie zu eigenen Beobachtungen anregte. Die Schulleitung kam zu einem weniger positiven Fazit, was primär darin begründet war, dass der Rektor den naturwissenschaftlichen Fächern keinen hohen Stellenwert einräumte. Carl Albert Lange meinte 1948 in seinem Buch „Das Kabinett der kleinen Freuden“, dass der Pädagoge sehr fortschrittliche Lehrmethoden angewendet habe.
Augustin schrieb später über seine „Kriegserlebnisse eines Fünfundachtzigers“, die nach vorherigen Teilveröffentlichungen 1898 bei Lipsius & Fischer erschienen. Darin stellte er die vom Krieg 1870/71 verursachten Probleme vieler Einwohner Schleswig-Holsteins dar. Nachdem der Verlag allen Schülern Augustins Prospekte hierzu zugeschickt hatte, bekam der Pädagoge, der die Adressen zweifelsfrei zur Verfügung gestellt hatte, Probleme. Der Rektor der Schule sprach von fehlendem Gespür „für Anstand und Standesbewusstsein“ und beantragte eine Versetzung an eine Realschule. Die Oberschulbehörde kam diesem Wunsch jedoch nicht nach.
Nach einem späteren Rektorenwechsel bekam Augustin bessere Beurteilungen. 1903 erhielt er den Professorentitel und ging 1913 auf eigenen Wunsch in Pension.

### Insektenkundler
Augustins wesentliche Bedeutung lag im Bereich der Koleopterologie. Schon während der Zeit als Schulrektor in Lünen schrieb er kleinere Beiträge zum Themengebiet. 1885 beschäftigte er sich als einer der ersten Forscher wissenschaftlich mit der Akklimatisation überseeischer Insekten in Europa. 1886 ergänzte er den „Wegweiser“ seines Vaters umfassend und publizierte eine neue Auflage des Buches. Er beschrieb darin 1125 Arten von Käfer und gab oftmals detaillierte Informationen zu deren Fundorten in Ostholstein, Segeberg, Lauenburg, Meldorf, Flensburg, Hamburg, Lübeck, Itzehoe oder Neumünster.
In späteren Jahren verfasste Augustin interessante populärwissenschaftliche Beiträge, die beispielsweise im Hamburger Fremdenblatt, dem Hamburgischen Correspondenten oder den Hamburger Nachrichten erschienen und signifikant dazu beitrugen, biologisches Wissen zu verbreiten.

## Veröffentlichungen (Auswahl)
- Zur Akklimatisation überseeischer Insekten in Europa. In: Festschrift zur Einweihung des Wilhelms-Gymnasiums in Hamburg am 21. Mai 1885. Hamburg 1885, S. 31–39.
- Caspar Hinrich Augustin: Wegweiser für Käfersammler. Anleitung zum zweckmäßigen Bestimmen der Käfer für Lehrer und Lernende. 2., vermehrte und mit 360 Abbildungen bereicherte Auflage. Bearbeitet von Karl Wilh. Augustin. Meißner, Hamburg 1886.
- Bestimmungstafeln. 2., vermehrte Auflage. Hamburg 1897.
- Kriegserlebnisse eines Fünfundachtzigers. Allen Mitkämpfern, Vaterlandsfreunden und insonderheit der heranwachsenden Jugend gewidmet. Lipsius & Tischer, Kiel/Leipzig 1898. 2. Auflage 1905.